# 의희
의희(義熙)는 중국 동진(東晉) 안제(安帝)의 세 번째 연호이다. 405년에서 418년까지 14년 동안 사용하였다. 418년 12월에 안제의 뒤를 이어 즉위한 공제(恭帝)가 남은 1개월 동안 이어서 사용하였으며 419년에 개원하였다.
같은 시기에 사용된 다른 연호로는 후연(後燕)에서 사용한 광시(光始 : 401년 ~ 406년), 건시(建始 : 407년), 후진(後秦)에서 사용한 홍시(弘始 : 399년 ~ 416년), 영화(永和 : 416년 ~ 417년), 서진(西秦)에서 사용한 경시(更始 : 409년 ~ 412년), 영강(永康 : 412년 ~ 419년), 북량(北凉)에서 사용한 영안(永安 : 401년 ~ 412년), 현시(玄始 : 412년 ~ 428년), 남량(南凉)에서 사용한 가평(嘉平 : 408년 ~ 414년), 남연(南燕)에서 사용한 건평(建平 : 400년 ~ 405년), 태상(太上 : 405년 ~ 410년), 서량(西凉)에서 사용한 건초(建初 : 405년 ~ 417년), 가흥(嘉興 : 417년 ~ 420년), 하(夏)에서 사용한 용승(龍昇 : 407년 ~ 413년), 봉상(鳳翔 : 413년 ~ 418년), 창무(昌武 : 418년), 북연(北燕)에서 사용한 정시(正始 : 407년 ~ 409년), 태평(太平 : 409년 ~ 430년), 북위(北魏)에서 사용한 천사(天賜 : 404년 ~ 409년), 영흥(永興 : 409년 ~ 413년), 신서(神瑞 : 414년 ~ 416년), 태상(泰常 : 416년 ~ 423년)이 있다. 중국 이외의 다른 국가에서 사용한 연호로는 고구려(高句麗)에서 사용한 영락(永樂 : 391년 ~ 412년)이 있다.

## 개원
원흥(元興) 4년 1월 16일(405년 3월 2일)에 연호를 의희(義熙)로 개원함.

## 연대대조표
| 의희                | 원년                           | 2년                  | 3년                  | 4년                 | 5년                 | 6년        | 7년        | 8년                  | 9년                 | 10년            |
| 서력                | 405년                          | 406년                | 407년                | 408년               | 409년               | 410년      | 411년      | 412년                | 413년               | 414년           |
| 육십간지 (六十干支) | 을사(乙巳)                     | 병오(丙午)           | 정미(丁未)           | 무신(戊申)          | 기유(己酉)          | 경술(庚戌) | 신해(辛亥) | 임자(壬子)           | 계축(癸丑)          | 갑인(甲寅)      |
| 후연 (後燕)         | 광시(光始) 5년                 | 6년                  | 건시(建始) 원년      | -                   | -                   | -          | -          | -                    | -                   | -               |
| 후진 (後秦)         | 홍시(弘始) 7년                 | 8년                  | 9년                  | 10년                | 11년                | 12년       | 13년       | 14년                 | 15년                | 16년            |
| 서진 (西秦)         | -                              | -                    | -                    | -                   | 경시(更始) 원년     | 2년        | 3년        | 4년 영강(永康) 원년  | 2년                 | 3년             |
| 북량 (北凉)         | 영안(永安) 5년                 | 6년                  | 7년                  | 8년                 | 9년                 | 10년       | 11년       | 12년 현시(玄始) 원년 | 2년                 | 3년             |
| 남량 (南凉)         | -                              | -                    | -                    | 가평(嘉平) 원년     | 2년                 | 3년        | 4년        | 5년                  | 6년                 | 7년             |
| 남연 (南燕)         | 건평(建平) 6년 태상(太上) 원년 | 2년                  | 3년                  | 4년                 | 5년                 | 6년        | -          | -                    | -                   | -               |
| 서량 (西凉)         | 건초(建初) 원년                | 2년                  | 3년                  | 4년                 | 5년                 | 6년        | 7년        | 8년                  | 9년                 | 10년            |
| 하 (夏)             | -                              | -                    | 용승(龍昇) 원년      | 2년                 | 3년                 | 4년        | 5년        | 6년                  | 7년 봉상(鳳翔) 원년 | 2년             |
| 북연 (北燕)         | -                              | -                    | 정시(正始) 원년      | 2년                 | 3년 태평(太平) 원년 | 2년        | 3년        | 4년                  | 5년                 | 6년             |
| 북위 (北魏)         | 천사(天賜) 2년                 | 3년                  | 4년                  | 5년                 | 6년 영흥(永興) 원년 | 2년        | 3년        | 4년                  | 5년                 | 신서(神瑞) 원년 |
| 고구려 (高句麗)     | 영락(永樂) 15년                | 16년                 | 17년                 | 18년                | 19년                | 20년       | 21년       | 22년                 | -                   | -               |
| 의희                | 11년                           | 12년                 | 13년                 | 14년                |                     |            |            |                      |                     |                 |
| 서력                | 415년                          | 416년                | 417년                | 418년               |                     |            |            |                      |                     |                 |
| 육십간지 (六十干支) | 을묘(乙卯)                     | 병진(丙辰)           | 정사(丁巳)           | 무오(戊午)          |                     |            |            |                      |                     |                 |
| 후진 (後秦)         | 17년                           | 18년 영화(永和) 원년 | 2년                  | -                   |                     |            |            |                      |                     |                 |
| 서진 (西秦)         | 4년                            | 5년                  | 6년                  | 7년                 |                     |            |            |                      |                     |                 |
| 북량 (北凉)         | 4년                            | 5년                  | 6년                  | 7년                 |                     |            |            |                      |                     |                 |
| 서량 (西凉)         | 11년                           | 12년                 | 13년 가흥(嘉興) 원년 | 2년                 |                     |            |            |                      |                     |                 |
| 하 (夏)             | 3년                            | 4년                  | 5년                  | 6년 창무(昌武) 원년 |                     |            |            |                      |                     |                 |
| 북연 (北燕)         | 7년                            | 8년                  | 9년                  | 10년                |                     |            |            |                      |                     |                 |
| 북위 (北魏)         | 2년                            | 3년 태상(泰常) 원년  | 2년                  | 3년                 |                     |            |            |                      |                     |                 |

## 삭일(1일)
| 의희 원년 (405년) | 1월             | 2월             | 3월             | 4월             | 5월             | 6월             | 7월             | 8월             | 9월             | 10월            | 11월            | 12월            |                 |
| ----------------- | --------------- | --------------- | --------------- | --------------- | --------------- | --------------- | --------------- | --------------- | --------------- | --------------- | --------------- | --------------- | --------------- |
| 삭일(음력)        | 계미일 (癸未日) | 계축일 (癸丑日) | 임오일 (壬午日) | 임자일 (壬子日) | 신사일 (辛巳日) | 신해일 (辛亥日) | 경진일 (庚辰日) | 경술일 (庚戌日) | 기묘일 (己卯日) | 기유일 (己酉日) | 무인일 (戊寅日) | 무신일 (戊申日) |                 |
| 율리우스력        | 405년 2월 15일  | 3월 17일        | 4월 15일        | 5월 15일        | 6월 13일        | 7월 13일        | 8월 11일        | 9월 10일        | 10월 9일        | 11월 8일        | 12월 7일        | 406년 1월 6일   |                 |
| 의희 2년 (406년)  | 1월             | 2월             | 3월             | 4월             | 5월             | 6월             | 7월             | 8월             | 9월             | 10월            | 11월            | 12월            |                 |
| 삭일(음력)        | 정축일 (丁丑日) | 정미일 (丁未日) | 병자일 (丙子日) | 병오일 (丙午日) | 을해일 (乙亥日) | 을사일 (乙巳日) | 을해일 (乙亥日) | 갑진일 (甲辰日) | 갑술일 (甲戌日) | 계묘일 (癸卯日) | 계유일 (癸酉日) | 임인일 (壬寅日) |                 |
| 율리우스력        | 406년 2월 4일   | 3월 6일         | 4월 4일         | 5월 4일         | 6월 2일         | 7월 2일         | 8월 1일         | 8월 30일        | 9월 29일        | 10월 28일       | 11월 27일       | 12월 26일       |                 |
| 의희 3년 (407년)  | 1월             | 2월             | 윤2월           | 3월             | 4월             | 5월             | 6월             | 7월             | 8월             | 9월             | 10월            | 11월            | 12월            |
| 삭일(음력)        | 임신일 (壬申日) | 신축일 (辛丑日) | 신미일 (辛未日) | 경자일 (庚子日) | 경오일 (庚午日) | 기해일 (己亥日) | 기사일 (己巳日) | 무술일 (戊戌日) | 무진일 (戊辰日) | 무술일 (戊戌日) | 정묘일 (丁卯日) | 정유일 (丁酉日) | 병인일 (丙寅日) |
| 율리우스력        | 407년 1월 25일  | 2월 23일        | 3월 25일        | 4월 23일        | 5월 23일        | 6월 21일        | 7월 21일        | 8월 19일        | 9월 18일        | 10월 18일       | 11월 16일       | 12월 16일       | 408년 1월 14일  |
| 의희 4년 (408년)  | 1월             | 2월             | 3월             | 4월             | 5월             | 6월             | 7월             | 8월             | 9월             | 10월            | 11월            | 12월            |                 |
| 삭일(음력)        | 병신일 (丙申日) | 을축일 (乙丑日) | 을미일 (乙未日) | 갑자일 (甲子日) | 갑오일 (甲午日) | 계해일 (癸亥日) | 계사일 (癸巳日) | 임술일 (壬戌日) | 임진일 (壬辰日) | 신유일 (辛酉日) | 신묘일 (辛卯日) | 경신일 (庚申日) |                 |
| 율리우스력        | 408년 2월 13일  | 3월 13일        | 4월 12일        | 5월 11일        | 6월 10일        | 7월 9일         | 8월 8일         | 9월 6일         | 10월 6일        | 11월 4일        | 12월 4일        | 409년 1월 2일   |                 |
| 의희 5년 (409년)  | 1월             | 2월             | 3월             | 4월             | 5월             | 6월             | 7월             | 8월             | 9월             | 10월            | 윤10월          | 11월            | 12월            |
| 삭일(음력)        | 경인일 (庚寅日) | 경신일 (庚申日) | 기축일 (己丑日) | 기미일 (己未日) | 무자일 (戊子日) | 무오일 (戊午日) | 정해일 (丁亥日) | 정사일 (丁巳日) | 병술일 (丙戌日) | 병진일 (丙辰日) | 을유일 (乙酉日) | 을묘일 (乙卯日) | 갑신일 (甲申日) |
| 율리우스력        | 409년 2월 1일   | 3월 3일         | 4월 1일         | 5월 1일         | 5월 30일        | 6월 29일        | 7월 28일        | 8월 27일        | 9월 25일        | 10월 25일       | 11월 23일       | 12월 23일       | 410년 1월 21일  |
| 의희 6년 (410년)  | 1월             | 2월             | 3월             | 4월             | 5월             | 6월             | 7월             | 8월             | 9월             | 10월            | 11월            | 12월            |                 |
| 삭일(음력)        | 갑인일 (甲寅日) | 계미일 (癸未日) | 계축일 (癸丑日) | 임오일 (壬午日) | 임자일 (壬子日) | 임오일 (壬午日) | 신해일 (辛亥日) | 신사일 (辛巳日) | 경술일 (庚戌日) | 경진일 (庚辰日) | 기유일 (己酉日) | 기묘일 (己卯日) |                 |
| 율리우스력        | 410년 2월 20일  | 3월 21일        | 4월 20일        | 5월 19일        | 6월 18일        | 7월 18일        | 8월 16일        | 9월 15일        | 10월 14일       | 11월 13일       | 12월 12일       | 411년 1월 11일  |                 |
| 의희 7년 (411년)  | 1월             | 2월             | 3월             | 4월             | 5월             | 6월             | 7월             | 8월             | 9월             | 10월            | 11월            | 12월            |                 |
| 삭일(음력)        | 무신일 (戊申日) | 무인일 (戊寅日) | 정미일 (丁未日) | 정축일 (丁丑日) | 병오일 (丙午日) | 병자일 (丙子日) | 을사일 (乙巳日) | 을해일 (乙亥日) | 을사일 (乙巳日) | 갑술일 (甲戌日) | 갑진일 (甲辰日) | 계유일 (癸酉日) |                 |
| 율리우스력        | 411년 2월 9일   | 3월 11일        | 4월 9일         | 5월 9일         | 6월 7일         | 7월 7일         | 8월 5일         | 9월 4일         | 10월 4일        | 11월 2일        | 12월 2일        | 12월 31일       |                 |
| 의희 8년 (412년)  | 1월             | 2월             | 3월             | 4월             | 5월             | 6월             | 윤6월           | 7월             | 8월             | 9월             | 10월            | 11월            | 12월            |
| 삭일(음력)        | 계묘일 (癸卯日) | 임신일 (壬申日) | 임인일 (壬寅日) | 신미일 (辛未日) | 신축일 (辛丑日) | 경오일 (庚午日) | 경자일 (庚子日) | 기사일 (己巳日) | 기해일 (己亥日) | 무진일 (戊辰日) | 무술일 (戊戌日) | 정묘일 (丁卯日) | 정유일 (丁酉日) |
| 율리우스력        | 412년 1월 30일  | 2월 28일        | 3월 29일        | 4월 27일        | 5월 27일        | 6월 25일        | 7월 25일        | 8월 23일        | 9월 22일        | 10월 21일       | 11월 20일       | 12월 19일       | 413년 1월 18일  |
| 의희 9년 (413년)  | 1월             | 2월             | 3월             | 4월             | 5월             | 6월             | 7월             | 8월             | 9월             | 10월            | 11월            | 12월            |                 |
| 삭일(음력)        | 정묘일 (丁卯日) | 병신일 (丙申日) | 병인일 (丙寅日) | 을미일 (乙未日) | 을축일 (乙丑日) | 갑오일 (甲午日) | 갑자일 (甲子日) | 계사일 (癸巳日) | 계해일 (癸亥日) | 임진일 (壬辰日) | 임술일 (壬戌日) | 신묘일 (辛卯日) |                 |
| 율리우스력        | 413년 2월 17일  | 3월 18일        | 4월 17일        | 5월 16일        | 6월 15일        | 7월 14일        | 8월 13일        | 9월 11일        | 10월 11일       | 11월 9일        | 12월 9일        | 414년 1월 7일   |                 |
| 의희 10년 (414년) | 1월             | 2월             | 3월             | 4월             | 5월             | 6월             | 7월             | 8월             | 9월             | 10월            | 11월            | 12월            |                 |
| 삭일(음력)        | 신유일 (辛酉日) | 경인일 (庚寅日) | 경신일 (庚申日) | 기축일 (己丑日) | 기미일 (己未日) | 기축일 (己丑日) | 무오일 (戊午日) | 무자일 (戊子日) | 정사일 (丁巳日) | 정해일 (丁亥日) | 병진일 (丙辰日) | 병술일 (丙戌日) |                 |
| 율리우스력        | 414년 2월 6일   | 3월 7일         | 4월 6일         | 5월 5일         | 6월 4일         | 7월 4일         | 8월 2일         | 9월 1일         | 9월 30일        | 10월 30일       | 11월 28일       | 12월 28일       |                 |

| 의희 11년 (415년) | 1월             | 2월             | 3월             | 윤3월           | 4월             | 5월             | 6월             | 7월             | 8월             | 9월             | 10월            | 11월            | 12월            |
| ----------------- | --------------- | --------------- | --------------- | --------------- | --------------- | --------------- | --------------- | --------------- | --------------- | --------------- | --------------- | --------------- | --------------- |
| 삭일(음력)        | 을묘일 (乙卯日) | 을유일 (乙酉日) | 갑인일 (甲寅日) | 갑신일 (甲申日) | 계축일 (癸丑日) | 계미일 (癸未日) | 임자일 (壬子日) | 임오일 (壬午日) | 임자일 (壬子日) | 신사일 (辛巳日) | 신해일 (辛亥日) | 경진일 (庚辰日) | 경술일 (庚戌日) |
| 율리우스력        | 415년 1월 26일  | 2월 25일        | 3월 26일        | 4월 25일        | 5월 24일        | 6월 23일        | 7월 22일        | 8월 21일        | 9월 20일        | 10월 19일       | 11월 18일       | 12월 17일       | 416년 1월 16일  |
| 의희 12년 (416년) | 1월             | 2월             | 3월             | 4월             | 5월             | 6월             | 7월             | 8월             | 9월             | 10월            | 11월            | 12월            |                 |
| 삭일(음력)        | 기묘일 (己卯日) | 기유일 (己酉日) | 무인일 (戊寅日) | 무신일 (戊申日) | 정축일 (丁丑日) | 정미일 (丁未日) | 병자일 (丙子日) | 병오일 (丙午日) | 을해일 (乙亥日) | 을사일 (乙巳日) | 갑술일 (甲戌日) | 갑진일 (甲辰日) |                 |
| 율리우스력        | 416년 2월 14일  | 3월 15일        | 4월 13일        | 5월 13일        | 6월 11일        | 7월 11일        | 8월 9일         | 9월 8일         | 10월 7일        | 11월 6일        | 12월 5일        | 417년 1월 4일   |                 |
| 의희 13년 (417년) | 1월             | 2월             | 3월             | 4월             | 5월             | 6월             | 7월             | 8월             | 9월             | 10월            | 11월            | 12월            | 윤12월          |
| 삭일(음력)        | 갑술일 (甲戌日) | 계묘일 (癸卯日) | 계유일 (癸酉日) | 임인일 (壬寅日) | 임신일 (壬申日) | 신축일 (辛丑日) | 신미일 (辛未日) | 경자일 (庚子日) | 경오일 (庚午日) | 기해일 (己亥日) | 기사일 (己巳日) | 무술일 (戊戌日) | 무진일 (戊辰日) |
| 율리우스력        | 417년 2월 3일   | 3월 4일         | 4월 3일         | 5월 2일         | 6월 1일         | 6월 30일        | 7월 30일        | 8월 28일        | 9월 27일        | 10월 26일       | 11월 25일       | 12월 24일       | 418년 1월 23일  |
| 의희 14년 (418년) | 1월             | 2월             | 3월             | 4월             | 5월             | 6월             | 7월             | 8월             | 9월             | 10월            | 11월            | 12월            |                 |
| 삭일(음력)        | 정유일 (丁酉日) | 정묘일 (丁卯日) | 병신일 (丙申日) | 병인일 (丙寅日) | 병신일 (丙申日) | 을축일 (乙丑日) | 을미일 (乙未日) | 갑자일 (甲子日) | 갑오일 (甲午日) | 계해일 (癸亥日) | 계사일 (癸巳日) | 임술일 (壬戌日) |                 |
| 율리우스력        | 418년 2월 21일  | 3월 23일        | 4월 21일        | 5월 21일        | 6월 20일        | 7월 19일        | 8월 18일        | 9월 16일        | 10월 16일       | 11월 14일       | 12월 14일       | 419년 1월 12일  |                 |

## 같이 보기
- 중국의 연호